# گروه ده
گروه ده یا جی-ده (به انگلیسی: Group of Ten یا G-10) مشتمل از اعضای صندوق بین‌المللی پول (بلژیک، کانادا، فرانسه، ایتالیا، ژاپن، هلند، بریتانیا و ایالات متحده آمریکا) و بانک مرکزی دو کشور آلمان و سوئد است و در سال ۱۹۶۲ بنا نهاده شد، که این کشورها قبول کردند تا منابع صندوق بین‌المللی پول را تأمین کنند. 
بانک پرداخت‌های بین‌المللی، کمیسیون اروپا، صندوق بین‌المللی پول و سازمان همکاری اقتصادی و توسعه به‌طور رسمی بر روی جی-ده نظارت دارند. 